# Viva (transporte público)

Mapa das rotas da VIVA.

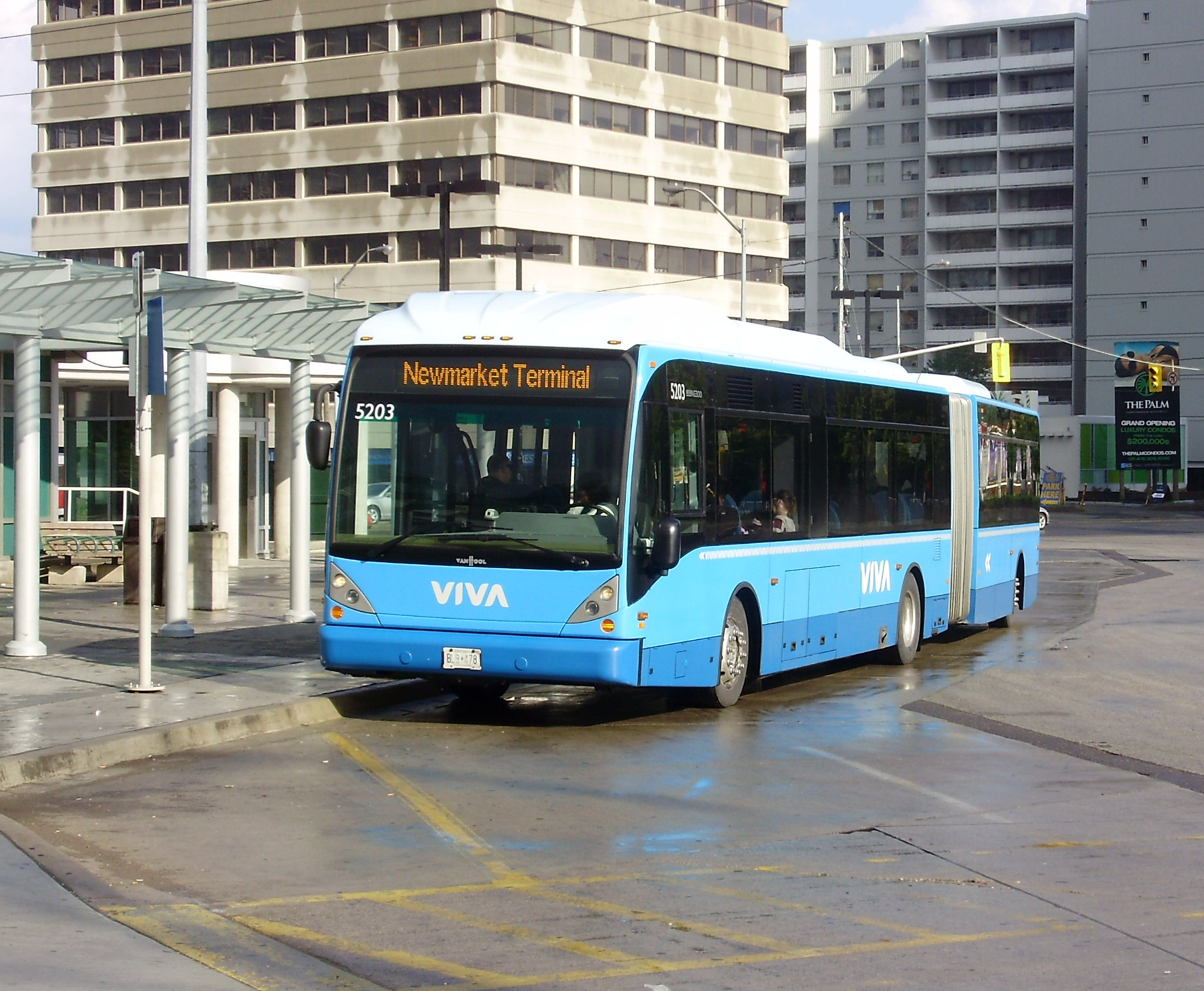
Ônibus da VIVA no terminal de ônibus da GO Transit em Finch.

Viva é um sistema de veículos leves sobre pneus operando na Municipalidade Regional de York, Ontário, Canadá, com conexões no norte de Toronto e estações da Toronto Transit Commission. A Viva é uma subsidiária do York Region Transit. Presentemente, Viva opera com cinco linhas de ônibus, com pontos de ônibus mais espaçadas entre si, todas com máquinas de vendas de tickets e previsão do próximo ônibus a chegar. Prevê-se que tais linhas serão gradualmente separadas do tráfego de outros veículos em faixas exclusivas, e posteriormente, sua substituição por linhas de light rail.